# Saint-Christophe-sur-Avre
Saint-Christophe-sur-Avre település Franciaországban, Eure megyében. Lakosainak száma 141 fő (2022. január 1.). Saint-Christophe-sur-Avre Beaulieu és Saint-Victor-sur-Avre községekkel határos.

## Népesség
A település népessége az elmúlt években az alábbi módon változott:
| Lakosok száma | 148  | 142  | 152  | 150  | 152  | 149  | 142  | 138  | 136  | 141  |
|               | 1968 | 1982 | 1990 | 2006 | 2013 | 2015 | 2017 | 2019 | 2020 | 2022 |